# Jeff Trepagnier
Jeffery "Jeff" Trepagnier  (Los Ángeles, California; 11 de julio de 1979) es un exjugador de baloncesto estadounidense. Con 1,93 metros de estatura, jugaba en la posición de escolta.

## Trayectoria deportiva

### Universidad
Trepagnier jugó durante cuatro años en los Trojans de la Universidad del Sur de California, donde promedió 10.6 puntos, 5.2 rebotes y 1.3 asistencias en 106 partidos en total, y combinó el baloncesto con el salto de altura. En 2000, finalizó segundo en el campeonato de la Pacific 10 Conference de salto de altura por segundo año consecutivo y logró la quinta mejor marca en la historia de la universidad. En su tercer año universitario fue mención honorable de la Pac-10 e incluido en el segundo mejor equipo del distrito 15, además de firmar su mejor año con 15.9 puntos y 6.6 rebotes por encuentro.

### Profesional
Trepagnier fue seleccionado en el 36.º puesto del Draft de la NBA de 2001 por Cleveland Cavaliers, donde jugó una única temporada en la que prácticamente no participó: 1.5 puntos en 12 partidos. Al año siguiente probó fortuna en los Asheville Altitude de la NBDL, siendo incluido en el mejor quinteto de la temporada con promedios de 17.7 puntos y 4 rebotes en 48 encuentros. Tras pasar por Denver Nuggets, donde disputó 19 partidos en dos temporadas, Trepagnier fue seleccionado por Charlotte Bobcats en el Draft de Expansión de la NBA de 2004, aunque no llegó a debutar en el equipo. 
Viéndose sin sitio en la NBA, fichó por el Basket Napoli de la liga italiana en 2004, logrando 14.4 puntos por partido en el equipo. En los siguientes años militó en el Ülkerspor de la liga turca (donde fue nombrado MVP del All-Star de 2006 y se proclamó campeón de liga), en el Basket Napoli de nuevo, y en el ÉB Pau-Orthez francés, hasta que en 2008 fue contratado por los Bakersfield Jam de la NBA D-League. En los Jam jugó 36 partidos, antes de ser traspasado a Rio Grande Valley Vipers en marzo de 2009, donde finalizó la campaña y fue despedido en abril. En la temporada 2009-10 formó parte de los Iowa Energy y en 2010 firmó un contrato con el Scaligera Verona de la liga italiana.

## Estadísticas de su carrera en la NBA

### Temporada regular
| Temporada | Edad | Equipo              | Liga | P  | TIT | MIN  | TC  | TCA | %TC  | 3P  | 3PA | %3P  | TL  | TLA | %TL   | R.OF. | R.DEF. | REB | ASIS | ROB | TAP | PER | FP  | PTS |
| 2001-02   | 22   | Cleveland Cavaliers | NBA  | 12 | 0   | 6.4  | 0.6 | 1.9 | .304 | 0.0 | 0.1 | .000 | 0.3 | 0.6 | .571  | 0.3   | 0.8    | 1.0 | 1.0  | 0.7 | 0.3 | 0.9 | 0.7 | 1.5 |
| 2002-03   | 23   | Denver Nuggets      | NBA  | 8  | 0   | 12.1 | 2.1 | 5.0 | .425 | 0.5 | 1.0 | .500 | 0.9 | 0.9 | 1.000 | 1.0   | 1.0    | 2.0 | 0.8  | 1.0 | 0.0 | 1.0 | 0.6 | 5.6 |
| 2003-04   | 24   | Denver Nuggets      | NBA  | 11 | 0   | 8.7  | 0.9 | 3.5 | .263 | 0.2 | 0.4 | .500 | 0.3 | 0.5 | .500  | 0.5   | 0.8    | 1.4 | 0.4  | 0.3 | 0.0 | 0.5 | 0.6 | 2.3 |
| Total     |      |                     | NBA  | 31 | 0   | 8.7  | 1.1 | 3.3 | .337 | 0.2 | 0.4 | .462 | 0.5 | 0.6 | .700  | 0.5   | 0.8    | 1.4 | 0.7  | 0.6 | 0.1 | 0.8 | 0.6 | 2.8 |